# スタジオMAO
有限会社スタジオMAO（スタジオマオ）は、アニメーション制作のうち、背景画制作の請負を主な事業内容とする日本の企業である。　

## 概要
1996年4月にアニメ背景会社獏プロダクション出身で東映動画（現：東映アニメーション）で背景を手がけていた、飯島由樹子が個人スタジオとして設立したのが始まりで、2003年に現在のスタジオMAOに法人化。主に東映アニメーション制作の作品に多く携わっている。

## 主な作品

### テレビアニメ
- アズサ、お手伝いします！(アニマックスTVスペシャル) (美術監督 背景)
- Yes!プリキュア5 (美術 背景)
- スター☆トゥインクルプリキュア (美術 背景)
- ヒーリングっど♥プリキュア (美術 背景)
- トロピカル～ジュ!プリキュア (美術 背景)
- ひろがるスカイ!プリキュア(美術 背景)
- あずまんが大王 (背景)
- エア・ギア (美術デザイン 美術 背景)
- エアマスター (美術 背景)
- キ・ファイターテラン (美術 背景)
- キン肉マンII世 (美術 背景)
- クラスターエッジ (背景)
- 結界師 (背景)
- けろけろけろっぴ はすのうえタウン危機一髪! (美術監督 背景)
- SHUFFLE! MEMORIES (背景)
- 超GALS!寿蘭 (背景)
- Xenosaga THE ANIMATION (美術 背景)
- 009-1（ゼロゼロナイン・ワン） (背景)
- ソニックX (美術監督 背景)
- タイドライン・ブルー (背景)
- デジモンアドベンチャー (美術デザイン 美術 背景)
- デジモンアドベンチャー02 (美術デザイン 美術 背景)
- Dr.スランプ (背景)
- ネポス・ナポス (背景)
- ののちゃん (美術デザイン 美術 背景)
- パタパタ飛行船の冒険 (背景)
- はたらキッズ マイハム組 (背景)
- Hello Kittyりんごの森のファンタジー (美術監督 背景)
- Hello Kittyりんごの森のミステリー (美術監督 背景)
- ひとひら (美術監督 背景)
- 格闘美神 武龍 (背景)
- ふたりはプリキュア Max Heart (美術 背景)
- ぺとぺとさん (美術監督 背景)
- 無人惑星サヴァイヴ (背景)
- 名探偵コナン (背景)
- ひみつのアッコちゃん(第3期・1998年版) (美術デザイン 美術 背景)
- ボボボーボ・ボーボボ (美術 背景)
- 焼きたて!!ジャぱん (背景)
- 円盤皇女ワるきゅーレ (背景)
- ラブ★コン (美術 背景)
- リングにかけろ1 (美術デザイン 美術 背景)
- ルパン三世 セブンデイズ・ラプソディ (美術監督 背景)
- ルパン三世 霧のエリューシヴ (背景)
- ONE PIECE (美術 背景)
- おしりたんてい(美術 背景)
- プリパラ （1st〜3rdシーズン） (美術)
- キラッとプリ☆チャン (美術)
- ワッチャプリ☆マジ！ (美術)
- シンデレラガールズ劇場3期  (美術監督 背景)
- 怪獣娘（かいじゅうがーるず） 〜ウルトラ怪獣擬人化計画〜（美術監督 背景）
- 異世界かるてっと （第1期・第2期）（美術監督 背景）

### OVA
- イリヤの空、UFOの夏 5巻 (背景)
- 鴉 -KARAS- 6巻 (背景)
- 聖闘士星矢 冥王ハーデス十二宮編 (美術デザイン 美術 背景)
- 卒業M～オレ達のカーニバル～ (美術監督 背景)
- Phantom -PHANTOM THE ANIMATION- 2,3巻 (美術監督 背景)
- Re:キューティーハニー「地」の巻 (背景)
- ゆるめいつ (美術)

### 劇場映画
- 聖闘士星矢 天界編 序奏〜overture〜 (美術監督 背景)
- ONE PIECE エピソードオブアラバスタ 砂漠の王女と海賊たち (背景)
- ONE PIECE THE MOVIE カラクリ城のメカ巨兵 (背景)
- イエスかノーか半分か（美術監督 背景）
- 劇場版 異世界かるてっと 〜あなざーわーるど〜（美術監督 背景）

### ゲーム
- あそびにいくヨ! 〜ちきゅうぴんちのこんやくせんげん〜 (背景)
- こいとれ ～REN-AI TRAINING～ (美術 背景)
- 雀々しましょ (美術監督 背景)
- セツの火 (美術 背景)
- のだめカンタービレ (美術 背景)
- 緋色の欠片 (背景)
- 炎の宅配便 (背景)
- 蜜×蜜ドロップス LOVE×LOVE HONEY LIFE (美術 背景)
- リングにかけろ1-PACHISLOT- (美術デザイン 美術 背景)
- CRリングにかけろ1 (美術デザイン 美術 背景)

### Webアニメ
- たまぽんず（美術）

### その他
- クレイモア (美術監督 背景)
- 黒姫 (美術監督 背景)
- ダイナミックヒーローズ (背景)
- WISE 1st ALBUM「太陽の子供」 (ブックレット内イラスト)
- リングにかけろ1 (美術監督 背景)